# Frédéric Devreese
Frédéric Devreese (Ámsterdam, 2 de junio de 1929 - Bruselas, 28 de septiembre de 2020) fue un compositor belga de obras principalmente orquestales, de cámara y para piano que se han interpretado en todo el mundo; también estuvo activo como director. Devreese es conocido por sus bandas sonoras para películas, como Benvenuta de André Delvaux y The Cruel Embrace de Marion Hänsel.
 

## Biografía
Nacido en Ámsterdam, recibió su primera formación musical de su padre, el compositor y director  Godfried Devreese (1893-1972).  
Estudió composición con Marcel Poot y dirección con René Defossez en Bruselas, composición con Ildebrando Pizzetti en la Accademia Santa Cecilia de Roma de 1952 a 1955  y dirección con Hans Swarowsky en la Universidad de Música y Artes Escénicas de Viena en 1955-1956. 
Devreese compuso música para piano, música de cámara, orquesta, coro, ópera y ballet, pero se hizo ampliamente conocido inicialmente por sus bandas sonoras para películas. Además, escribió la obra impuesta para el concurso musical Reine Elisabeth de Bruselas (1983, Concierto nº 4)  y el concurso Adolphe Sax de Dinant (1998, Ostinati).
Se desempeñó como director de la Orquesta Filarmónica de BRT  y orquestas dirigidas por invitados en todo el mundo.  Por sus grabaciones para la serie Antología de la música flamenca de Marco Polo, fue nominado para el embajador Cultural de Flandes en 1996-1997.
Devreese estaba casado con Annie De Clerck. Murió de cáncer.

## Premios y honores
- Prijs Oostende Competición de piano (1949, para Núm. de Concierto 1)
- Prix Italia (1964, para Willem furgoneta Saefthingen, junto con Marca Liebrecht)
- Premio de Altiplanicie del Joseph (1990, para Het Sacramento)
- Georges Delerue Premio (1994, para La partie d'échecs)
- Caballero del Orden de la Corona
- Caballero del Orden de Leopold II

## Trabajos

### Orquesta
- Núm. de concierto 1, piano, orquesta (1949)
- Concierto, violín, orquesta (1951)
- Núm. de concierto 2, piano, orquesta (1952)
- Sinfonía (1952)
- Núm. de concierto 3, piano, orquesta (1955)
- Mascarade Suite (1956)
- Deux Mouvements, orquesta de cuerda (1953@–63)
- Evocación Suite (1966)
- Divertimenti, orquesta de cuerda (1970)
- Obertura, orquesta grande (1976)
- Núm. de concierto 4, piano, orquesta (1983)
- Pré (1983)
- Benvenuta Suite (1984)
- Gemini Suite, 2 orquestas (1986), versión de trabajo para 2 pianos
- L'Oeuvre au noir Suite (1988)
- Masque, banda de latón (1989)
- Valse Sacrée (1989)
- Thème et Danse (1989)
- Belle Suite, orquesta de cuerda (1991)
- Variaciones y Tema, orquesta de cuerda (1992)
- Valse Sacrée, orquesta de cuerda (1994)
- La partie d'échecs Suite, orquesta de cuerda (1995)
- Ostinati (concertino), saxófono de alto, acordeón, orquesta de cuerda (1998)
- Concertino, chelo, bandoneón, orquesta de cuerda (1998)
- Concierto, chelo, orquesta (1999)

### Música de cámara
- Complainte, oboe, piano (1953)
- Divertimenti Un previsto, violín, chelo (1968)
- Divertimenti, cuarteto de cuerda (1970)
- Suite Núm. 1, cuerno francés, 2 trompetas, trombone, tuba (1970)
- 4 Vals Cortos, 4 recorders (1979)
- Suite Núm. 2, cuerno francés, 2 trompetas, trombone, tuba (1981)
- 5 Divertimenti, 4 saxófonos (1985)
- Benvenuta, violín, piano (1987)
- Valse Sa, ensemble (1987)
- Saxo Blues, saxófono de alto, piano (1989)
- Benvenuta, violín, chelo, piano (1990)
- Berceuse et Finale, violín, piano (1991)
- Tres Bailes, 10 vientos (1991)
- Paso, armónica, jazz ensemble (1994)
- Divertimenti Un previsto, guitarra, violín (1996)
- Suite, saxófono de alto, piano (1998)
- Récitativo et Allegro, trompeta, piano (2000)
- Canti, chelo (o viola), piano (2000)
- Blues, trompeta, piano (2001)
- Cuarteto, violín, viola, chelo, piano (2001)
- 3 Piezas, saxófono/de alto de la flauta, piano (2002)
- James Ensor Cuarteto (núm. de cuarteto 2), 4 saxófonos (2002)
- Paso à 5, guitarra (+ guitarra eléctrica), violín, contrabajo, piano, acordeón (2002)

### Coro
- Cuatro Canciones flamencas Viejas, coro mixto (1966)
- Balada para Damien, el coro de los niños, armónica, orquesta de cuerda (1988)

### Piano
- Mascarade (1953)
- Prélude (1972)
- Gemini Suite, 2 pianos (1980), también versión para 2 orquestas
- Negro y Blanco (9 Piezas Fáciles) (1984)
- Lullaby Para Jesse (1992)
- Vals cortos (1997)
- Móvil I, piano 4 manos (2000)
- Banda sonora 1-3 (30 piezas) (1972@–2001)
- 9 Vals (2001)

### Banda sonora de películas (por director)
- 1965 @– De Grafbewaker (Harry Kümel)
- 1965 @– De dado de hombre zijn haar kort liet knippen (André Delvaux)
- 1966 @– De Overkant (Herman Wuyts)
- 1968 @– Un soir, un tren (André Delvaux)
- 1971 @– Rendez-vous à Bray (André Delvaux)
- 1973 @– Belle (André Delvaux)
- 1976 @– Du bout des lèvres (Jean-Marie Degèsves)
- 1981 @– Le filet américain (Robbe De Hert, Chris Verbiest)
- 1981 @– De Witte Duif Véronique Steeno
- 1983 @– Benvenuta (André Delvaux)
- 1987 @– El Abrazo Cruel (Marion Hänsel)
- 1988 @– L'Œuvre au noir (André Delvaux)
- 1989 @– Het Sacramento (Hugo Claus)
- 1990 @– Il Maestro (Marion Hänsel)
- 1994 @– La partie d'échecs (Yves Hanchar)
- 2001 @– Pauline en Paulette (Lieven Debrauwer)
- 2003 @– Mein Nombre ist Bach (Dominique de Rivaz)